# Alto Boa Vista
Alto Boa Vista is een gemeente in de Braziliaanse deelstaat Mato Grosso. De gemeente telt 5.475 inwoners (schatting 2009).